# Garah Zū
Garah Zū (persiska: Garazū, گره زو) är en ort i Iran.   Den ligger i provinsen Nordkhorasan, i den nordöstra delen av landet, 600 km öster om huvudstaden Teheran. Garah Zū ligger 1 084 meter över havet och antalet invånare är 258.
Terrängen runt Garah Zū är platt åt nordost, men åt sydväst är den kuperad. Runt Garah Zū är det ganska tätbefolkat, med 75 invånare per kvadratkilometer. Närmaste större samhälle är Shīrvān, 3,9 km öster om Garah Zū. Trakten runt Garah Zū består till största delen av jordbruksmark.